# Cosmes
Cosmes est une commune française, située dans le département de la Mayenne en région Pays de la Loire, peuplée de 298 habitants.
La commune fait partie de la province historique de l'Anjou (Haut-Anjou).

## Géographie
La commune est située dans le sud-ouest du département de la Mayenne, en Mayenne angevine, à environ 20 km au sud-ouest de Laval, son chef-lieu de département. Elle se trouve dans le Massif armoricain, et appartient au bassin versant de l'Oudon.
| Cossé-le-Vivien        | Astillé | Quelaines-Saint-Gault |
| Cossé-le-Vivien        | Cosmes  | Quelaines-Saint-Gault |
| La Chapelle-Craonnaise | Simplé  | Peuton                |

### Climat
Pour des articles plus généraux, voir Climat des Pays de la Loire et Climat de la Mayenne.
En 2010, le climat de la commune est de type climat océanique altéré, selon une étude du CNRS s'appuyant sur une série de données couvrant la période 1971-2000. En 2020, Météo-France publie une typologie des climats de la France métropolitaine dans laquelle la commune est exposée à un climat océanique et est dans la région climatique  Bretagne orientale et méridionale, Pays nantais, Vendée, caractérisée par une faible pluviométrie en été et une bonne insolation. 
Pour la période 1971-2000, la température annuelle moyenne est de 11,4 °C, avec une amplitude thermique annuelle de 13,8 °C. Le cumul annuel moyen de précipitations est de 747 mm, avec 12,4 jours de précipitations en janvier et 6,8 jours en juillet. Pour la période 1991-2020, la température moyenne annuelle observée sur la station météorologique de Météo-France la plus proche, sur la commune de Cossé-le-Vivien à 4 km à vol d'oiseau, est de 12,0 °C et le cumul annuel moyen de précipitations est de 796,1 mm,. Pour l'avenir, les paramètres climatiques de la commune estimés pour 2050 selon différents scénarios d'émission de gaz à effet de serre sont consultables sur un site dédié publié par Météo-France en novembre 2022.

## Urbanisme

### Typologie
Au 1er janvier 2024, Cosmes est catégorisée commune rurale à habitat dispersé, selon la nouvelle grille communale de densité à sept niveaux définie par l'Insee en 2022.
Elle est située hors unité urbaine. Par ailleurs la commune fait partie de l'aire d'attraction de Laval, dont elle est une commune de la couronne,. Cette aire, qui regroupe 66 communes, est catégorisée dans les aires de 50 000 à moins de 200 000 habitants,.

### Occupation des sols
L'occupation des sols de la commune, telle qu'elle ressort de la base de données européenne d’occupation biophysique des sols Corine Land Cover (CLC), est marquée par l'importance des territoires agricoles (100 % en 2018), une proportion identique à celle de 1990 (100 %). La répartition détaillée en 2018 est la suivante : 
terres arables (61,8 %), prairies (19,2 %), zones agricoles hétérogènes (19 %). L'évolution de l’occupation des sols de la commune et de ses infrastructures peut être observée sur les différentes représentations cartographiques du territoire : la carte de Cassini (XVIIIe siècle), la carte d'état-major (1820-1866) et les cartes ou photos aériennes de l'IGN pour la période actuelle (1950 à aujourd'hui).

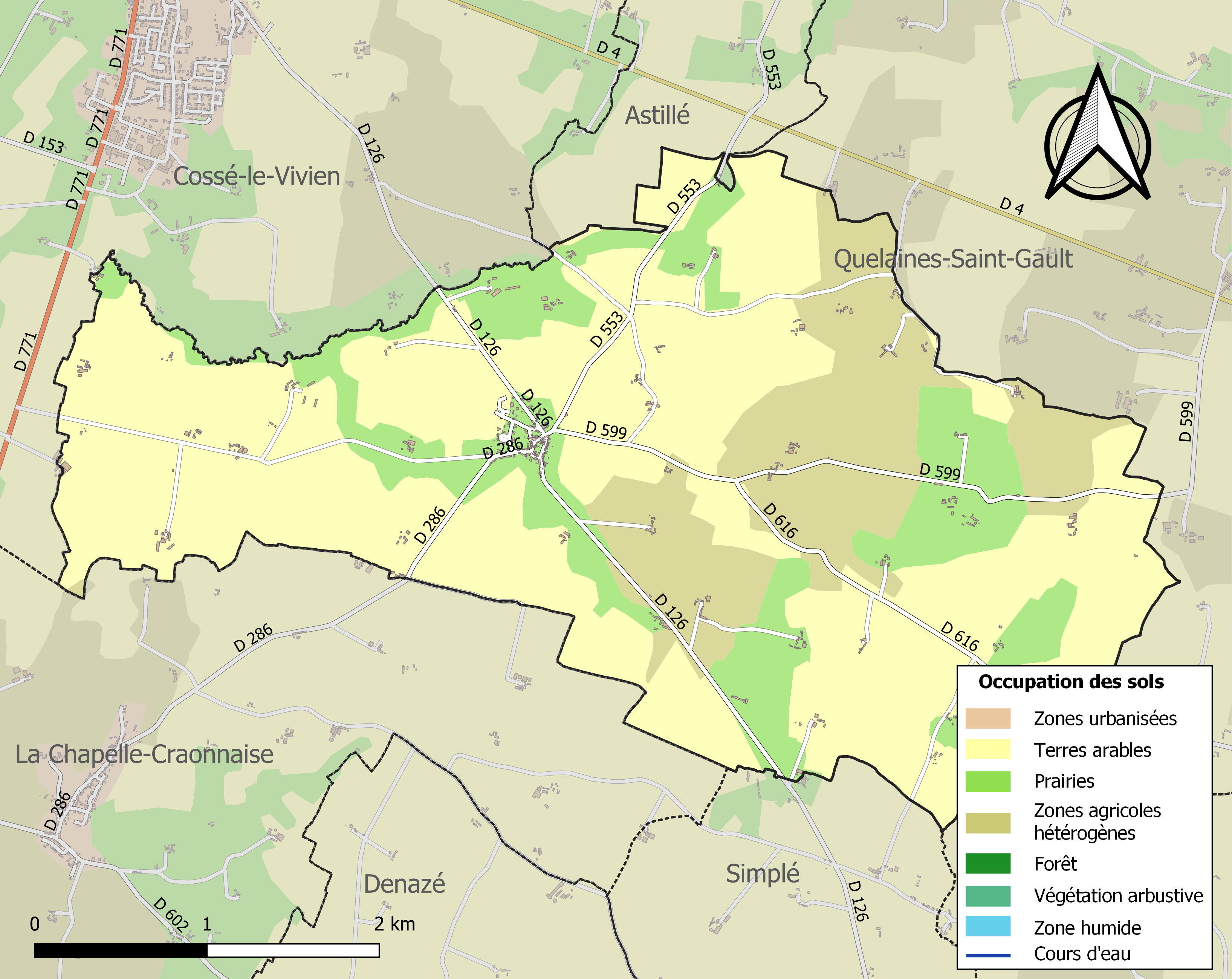
Carte des infrastructures et de l'occupation des sols de la commune en 2018 (CLC).

## Histoire
Sous l’Ancien Régime, la commune faisait partie du fief de la baronnie angevine de Craon, dépendait de la sénéchaussée principale d'Angers et du Pays d'élection de Château-Gontier.
En 1790, lors de la création des départements français, une partie du Haut-Anjou, dont la commune de Cosmes, a formé le sud du département de la Mayenne, région aujourd’hui appelée Mayenne angevine.

Les communes de la Mayenne angevine.
La sénéchaussée d'Angers en Anjou au XVIIIe siècle.
Carte de l'Anjou.

En 2013-2014, la commune a fait construire une nouvelle mairie.

## Politique et administration

### Liste des maires
| Période    | Période   | Identité          | Étiquette | Qualité                                    |
| ---------- | --------- | ----------------- | --------- | ------------------------------------------ |
| 1945       |           | Prosper Paillard  |           |                                            |
| avant 1965 |           | Raymond Marais    |           |                                            |
|            | juin 1995 | Louis Robert      |           |                                            |
| juin 1995  | mars 2014 | Daniel Beylich    |           | Directeur de cimenterie, ingénieur conseil |
| mars 2014  | En cours  | Dominique Couëffé |           | Agriculteur                                |

### Communauté de communes
Depuis le 1er janvier 2015, la commune de Cosmes fait partie de la communauté de communes du Pays de Craon. Avant cette date, elle faisait partie de la communauté de communes de la Région de Cossé-le-Vivien, laquelle a alors fusionné avec la communauté de communes du Pays du Craonnais et la communauté de communes de Saint-Aignan - Renazé pour donner naissance à la communauté de communes du Pays de Craon.

Les intercommunalités en Mayenne.

### Canton
La commune de Cosmes fait partie du canton de Cossé-le-Vivien. Avant 2015, celui-ci comptait onze communes. En 2015, son périmètre a été élargi et comporte désormais vingt-neuf communes.

### Circonscription législative
Pour les élections législatives, la commune de Cosmes fait partie, comme l'ensemble du canton de Cossé-le-Vivien, de la deuxième circonscription de la Mayenne, dont l'élue est actuellement Géraldine Bannier.

### Tendances politiques
La commune de Cosmes penche traditionnellement plutôt à droite.
Ainsi, au premier tour de l'élection présidentielle de 2007, Nicolas Sarkozy y a obtenu 40,84 % des voix (contre 31,18 % au niveau national), François Bayrou y a obtenu 23,04 % des voix (contre 18,57 % au niveau national), et Ségolène Royal y a obtenu 18,32 % des voix (contre 25,87 % des voix au niveau national). Au second tour, Nicolas Sarkozy y a obtenu 65,41 % des voix (contre 53,06 % au niveau national) et Ségolène Royal y a obtenu 34,59 % des voix (contre 46,94 % au niveau national).
Au premier tour de l'élection présidentielle de 2012, Nicolas Sarkozy y est arrivé en tête avec 35,57 % des voix (contre 27,18 % au niveau national), François Hollande y est arrivé en deuxième position avec 20,62 % des voix (contre 28,63 % au niveau national). Au second tour, Nicolas Sarkozy y a obtenu 60,11 % des voix (contre 48,36 % au niveau national) et François Hollande y a obtenu 39,89 % des voix (contre 51,64 % au niveau national).
Ainsi, au premier tour de l'élection présidentielle de 2017, François Fillon y est arrivé en tête avec 26,14 % des voix (contre 20,01 % au niveau national).

## Population et société

### Démographie
L'évolution du nombre d'habitants est connue à travers les recensements de la population effectués dans la commune depuis 1793. Pour les communes de moins de 10 000 habitants, une enquête de recensement portant sur toute la population est réalisée tous les cinq ans, les populations de référence des années intermédiaires étant quant à elles estimées par interpolation ou extrapolation. Pour la commune, le premier recensement exhaustif entrant dans le cadre du nouveau dispositif a été réalisé en 2006.
En 2022, la commune comptait 298 habitants, en évolution de +3,83 % par rapport à 2016 (Mayenne : −0,73 %, France hors Mayotte : +2,11 %).
| 1793 | 1800 | 1806 | 1821 | 1831 | 1836 | 1841 | 1846 | 1851 |
| ---- | ---- | ---- | ---- | ---- | ---- | ---- | ---- | ---- |
| 528  | 520  | 559  | 631  | 592  | 583  | 569  | 594  | 606  |

| 1856 | 1861 | 1866 | 1872 | 1876 | 1881 | 1886 | 1891 | 1896 |
| ---- | ---- | ---- | ---- | ---- | ---- | ---- | ---- | ---- |
| 594  | 592  | 573  | 547  | 539  | 525  | 526  | 532  | 529  |

| 1901 | 1906 | 1911 | 1921 | 1926 | 1931 | 1936 | 1946 | 1954 |
| ---- | ---- | ---- | ---- | ---- | ---- | ---- | ---- | ---- |
| 524  | 521  | 495  | 453  | 471  | 444  | 453  | 457  | 435  |

| 1962 | 1968 | 1975 | 1982 | 1990 | 1999 | 2006 | 2011 | 2016 |
| ---- | ---- | ---- | ---- | ---- | ---- | ---- | ---- | ---- |
| 416  | 420  | 360  | 316  | 257  | 273  | 319  | 304  | 287  |

| 2021 | 2022 | - | - | - | - | - | - | - |
| ---- | ---- | - | - | - | - | - | - | - |
| 290  | 298  | - | - | - | - | - | - | - |

## Économie
Cosmes est une commune rurale. Les agriculteurs y pratiquent la polyculture et l'élevage des bovins et des chevaux.

## Culture locale et patrimoine

### Lieux et monuments
- Ancien château du Plessis.

### Activité et manifestations
La commune est connue pour la "Coupe de la chanson" qui s'y déroule chaque année au mois de juillet.

### Personnalités liées à la commune
- Pierre Le Cornu (mort en 1612), sieur du Plessis de Cosmes, ligueur et gouverneur de Craon, militaire.

### Héraldique
| Blason de Cosmes | Blason  | Écartelé : au 1er d'or à un rencontre de cerf de gueules surmonté d'une aiglette de sable, au 2e d'azur à trois pomme de pins d'or et à la fasce d'argent chargée de trois coquilles de gueules, brochante, au 3e de gueules à deux pals d'argent et à la bordure de sable chargée de treize besants d'or, au 4e d'or à une croisette de gueules accompagnée de six annelets du même ordonnés en orle. |
| Blason de Cosmes | Détails | Adopté en 2018. |